# Liste der Monuments historiques in Champigneul-sur-Vence
Die Liste der Monuments historiques in Champigneul-sur-Vence führt die Monuments historiques in der französischen Gemeinde Champigneul-sur-Vence auf.

## Liste der Objekte
| Bezeichnung | Beschreibung                                                      | Standort                       | Kennzeichnung | Schutzstatus | Datum | Bild |
| ----------- | ----------------------------------------------------------------- | ------------------------------ | ------------- | ------------ | ----- | ---- |
| Glocke      | Bronze, 1532 gegossen; während des Ersten Weltkriegs verschwunden | in der Kirche St-Martin (Lage) | PM08000646    | Classé       | 1908  |      |